# Nichtmetallische Einschlüsse
Als nichtmetallische Einschlüsse werden Ausscheidungen im Werkstoff bezeichnet, die bei der Herstellung entstehen und den Innenfehlern eines Werkstoffes zugerechnet werden. Der Begriff nichtmetallischer Einschluss rührt daher, dass die gebildeten Ausscheidungen meist Oxide, Sulfide oder Nitride von Metallen sind, diese aber keine metallischen Eigenschaften (z. B. Verformbarkeit, Magnetisierbarkeit) mehr aufweisen.
Nichtmetallische Einschlüsse beeinflussen die Gebrauchseigenschaften des Werkstoffes, meist negativ.

## Herkunft

### Exogene Einschlüsse
Bei der Erzeugung von Stahl geht durch die hohen Temperaturen im Hochofen oder den weiteren Bauteilen während des Herstellungsprozesses immer ein wenig der Feuerfestmaterialien in Lösung und befindet sich in der Stahlschmelze. Da die Feuerfestmaterialien meist aus Aluminiumoxid mit Beimengungen weiterer Oxide (z. B. MgO, CaO, ZrO) bestehen, sind die bei der Abkühlung der Schmelze im Werkstoff entstehenden Einschlüsse ebenfalls Oxide, so genannte exogene Einschlüsse.

### Endogene Einschlüsse
Eine weitere Quelle nichtmetallischer Einschlüsse ist die Desoxidation. Dabei wird der Stahlschmelze in der Sekundärmetallurgie Desoxidationsmittel zugegeben (z. B. Aluminiumschrott oder Silizium). Durch das Aufschmelzen des Aluminiums bzw. Siliziums kann dieses mit dem gelösten Sauerstoff in der Stahlschmelze zu Aluminiumoxid bzw. Siliziumoxid reagieren und entfernt so den Sauerstoff aus der Schmelze, um bei Abkühlung der Schmelze die Bildung von z. B. Blasen bzw. Lunkern zu verringern. Das gebildete Oxid hat eine geringere Dichte und kann in der Stahlschmelze aufschwimmen und so Schlacke bilden. Dennoch verbleiben Anteile davon in der Schmelze und werden mit vergossen. Es handelt sich um endogene Einschlüsse, die im Werkstoff selbst gebildet werden.

### Sulfide
Eine weitere Möglichkeit nichtmetallische Einschlüsse zu erzeugen, ist die Reaktion von Schwefel mit Metallen oder Legierungselementen in der Schmelze. Die bei der Abkühlung ausfallenden Sulfide verteilen sich ebenso im Werkstoff. Hierbei ist die Steuerung der Anzahl der Sulfide jedoch über die Steuerung des Schwefelgehaltes weitgehend möglich.

## Auswirkungen
Nichtmetallische Einschlüsse sind meist nachteilig für das Werkstoffverhalten. Je nach mechanischer und insbesondere bei dynamischer Belastung kann die Lebensdauer eines Bauteiles, das aus einem Werkstoff mit Einschlüssen gefertigt wurde, auf einen Bruchteil der Lebensdauer sinken, die für ein aus einem reineren Werkstoff hergestelltes Bauteil zu erwarten wäre. Ein besonderes Augenmerk auf den Reinheitsgrad wird daher z. B. bei der Herstellung von Wälzlagern, bei hochbelasteten Wellen oder Werkstoffen für Fein- und Feinstdrähte gelegt. So besteht insbesondere bei Sicherheitsbauteilen, deren Versagen eine Gefahr für Leib und Leben darstellen kann, ein besonders hoher Anspruch an einen guten Reinheitsgrad, d. h. einen geringen Anteil an nichtmetallischen Einschlüssen.
Gelegentlich ist ein hoher Anteil nichtmetallischer Einschlüsse aber auch von Vorteil. So führt ein sehr hoher Gehalt von Schwefel und damit schwefelhaltiger Einschlüsse (Sulfide) bei Automatenstählen dazu, dass beim Zerspanen der Span früh bricht und damit ein besseres Ergebnis und ein wirtschaftlicheres Arbeiten erreicht wird.
Der Anteil an nichtmetallischen Einschlüssen wird mit Prüfungen zur Ermittlung des Reinheitsgrades ermittelt.